# (541121) 2018 RV18
(541121) 2018 RV18 es un asteroide perteneciente al cinturón de asteroides descubierto el 12 de mayo de 2007 por el equipo del Mount Lemmon Survey desde el Observatorio del Monte Lemmon, Arizona, Estados Unidos.

## Designación y nombre
Designado provisionalmente como 2018 RV18.

## Características orbitales
2018 RV18 está situado a una distancia media del Sol de 2,365 ua, pudiendo alejarse hasta 2,995 ua y acercarse hasta 1,735 ua. Su excentricidad es 0,266 y la inclinación orbital 5,607 grados. Emplea 1328,64 días en completar una órbita alrededor del Sol.

## Características físicas
La magnitud absoluta de 2018 RV18 es 17,2. 